# Vernonia bauchiensis
Vernonia bauchiensis là một loài thực vật có hoa trong họ Cúc. Loài này được Hutch. & Dalziel miêu tả khoa học đầu tiên năm 1931.